# Burata
Burata (en rus: Бурата) és un poble (un possiólok) de Calmúquia, a Rússia, segons el cens del 2011 tenia 580 habitants. Pertany al districte municipal de Priiútnoie.